# Gunung Tua Jae (Panyabungan)
Gunung Tua Jae is een bestuurslaag in het regentschap Mandailing Natal van de provincie Noord-Sumatra, Indonesië. Gunung Tua Jae telt 1857 inwoners (volkstelling 2010).